# Fort Massachusetts (Mississippi)

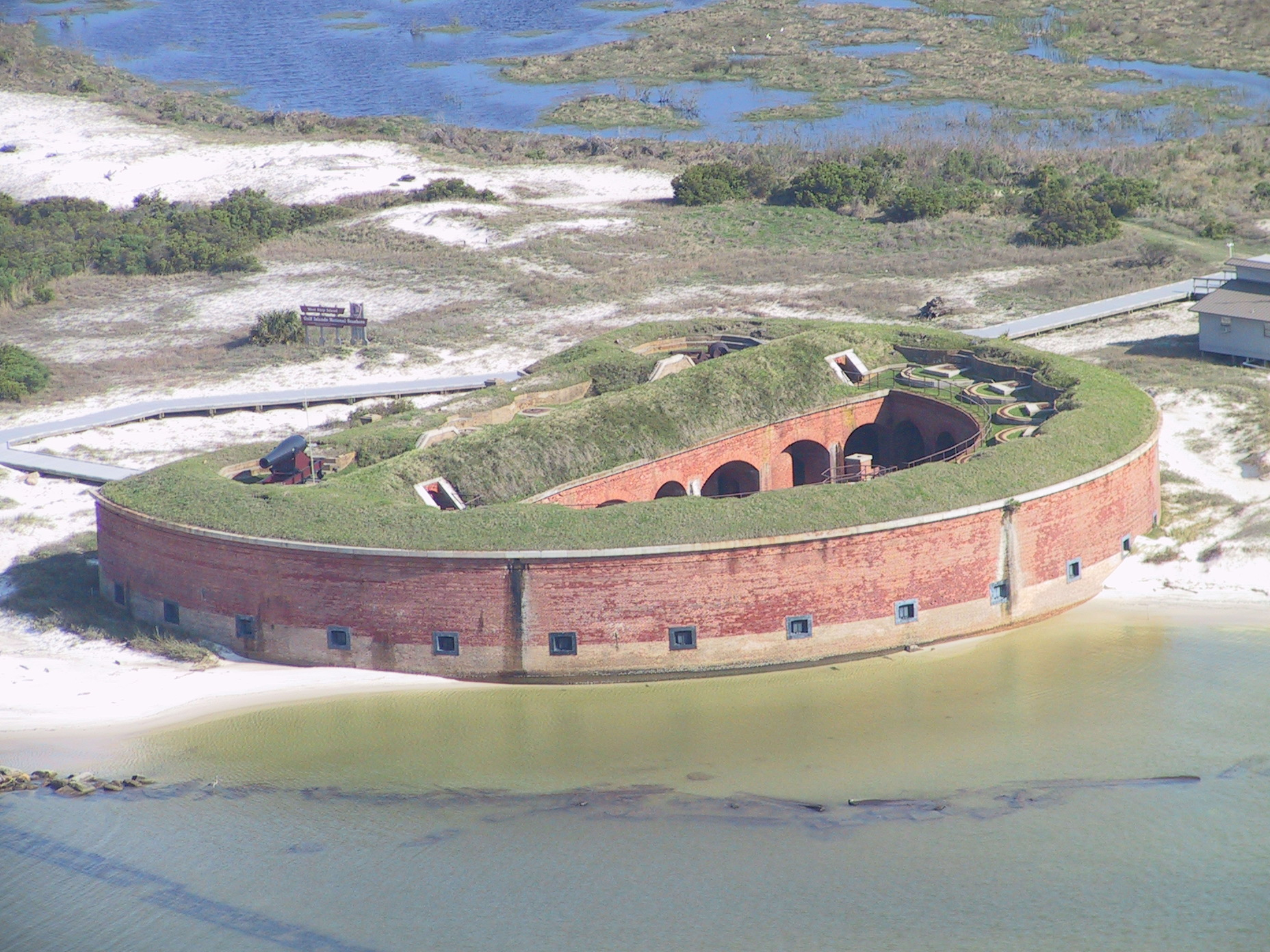
Fort Massachusetts

Fort Massachusetts is een fort op Ship Island in de Golf van Mexico voor de kust van de Amerikaanse staat Mississippi. Het fort werd gebouwd na de Oorlog van 1812. De bakstenen muren dateren uit de periode 1859-1866. Het fort was eerst in handen van de Confederatie tijdens de Amerikaanse Burgeroorlog, waarna het in 1862 door de Unie werd ingenomen. Het fort bleef tot 1903 in gebruik. Momenteel is het een toeristische attractie die deel uitmaakt van de Gulf Islands National Seashore, een natuurgebied in het beheer van de National Park Service.